# Lucayos
Los lucayos fueron los habitantes originales de las Bahamas antes de la colonización europea de América. Pertenecían a una rama de los taínos, quienes habitaron la mayor parte de las islas caribeñas en aquel momento. Los lucayos fueron los primeros indígenas americanos que tuvieron contacto con Cristóbal Colón. Poco después de este primer contacto, los españoles los secuestraron y los esclavizaron, culminando en genocidio y la erradicación completa de los lucayos bahameños ya para el año 1520.[cita requerida]
El nombre lucayo proviene de la castellanización de la palabra taína lukku-cairi (denominación usada por ellos mismos), que significa 'personas de las islas'. (La palabra taína cairi, que significa 'isla', se volvió cayo en español.)
Algunos cráneos y artefactos del tipo siboney fueron hallados en la isla Andros , pero, si es que los siboneyes alcanzaron las Bahamas antes que los lucayos, entonces no dejaron evidencia alguna de ocupación. Algunos posibles sitios arqueológicos siboneyes han sido hallados en otros lugares de las Bahamas, pero el único sometido a la datación por radiocarbono data de la mitad de finales del siglo XII, contemporáneo con la presencia de los lucayos en las islas.
El diario de Cristóbal Colón contiene las únicas observaciones contemporáneas de los lucayos. Información adicional sobre las costumbres de los lucayos viene de investigaciones arqueológicas y de comparaciones con lo que se sabe de la cultura taína de Cuba y La Española. Los lucayos se distinguen de los taínos de Cuba y La Española por el tamaño de sus viviendas, la organización y la ubicación de sus pueblos, los recursos que usaban y el material de sus cerámicas.

## Origen y asentamiento

Mapa de las Bahamas (sin las islas Turcas y Caicos, al este de la Gran Inagua justo por el borde derecho del mapa).

En algún punto entre 500 y 800 d. C., los taínos comenzaron a cruzar en cayucos desde La Española o Cuba hacia las Bahamas. Las rutas especuladas de las primeras migraciones han sido desde La Española hacia las islas Caicos, desde La Española o Cuba oriental hacia la isla de la Gran Inagua y desde Cuba central hacia isla Larga (al centro de las Bahamas). Los lugares de asentamiento en las islas Caicos se diferencian de aquellos encontrados en otros lugares de las Bahamas, pareciéndose más a los lugares en La Española que se asocian con los asentamientos clásicos taínos que surgieron después de 1200. William Keegan argumenta que los lugares en las islas Caicos representan por ello una colonización posterior a 1200 por los taínos de La Española que buscaban sal de las salinas naturales de la isla. La Gran Inagua está más próxima a La Española (90 km) y a Cuba (80 km) que a cualquier otra isla de las Bahamas, y los lugares en la Gran Inagua contienen vastas cantidades de cerámicas temperadas con arena, importadas de Cuba o La Española, mientras que los lugares de otras islas en las Bahamas contienen más cerámicas temperadas con conchas (Palmetto ware), las cuales se desarrollaron en las Bahamas. Si bien se reportó la existencia del comercio (en cayucos) entre Cuba e isla Larga por Colón, esto implica un viaje de al menos 260 km en aguas abiertas, sin embargo, bastante de ese recorrido ocurría sobre las aguas poco profundas del banco de la Gran Bahama. Además, los taínos probablemente no se asentaron en Cuba central hasta después de 1000, y hay no evidencia concreta de que esta fuese la ruta del asentamiento inicial de las Bahamas.
Desde un asentamiento inicial en la isla de la Gran Inagua, los lucayos se expandieron por todas las islas Bahamas en algunos 800 años (c. 700–c. 1500), creciendo hasta formar una población de aproximadamente 40.000. La densidad poblacional en el momento del primer contacto con los europeos era más alta en el área central sur de las Bahamas, disminuyendo gradualmente hacia el norte, lo que refleja el tiempo más corto de ocupación de las islas del norte. Los lugares de asentamiento lucayos que se conocen están confinados a las diecinueve islas más grandes del archipiélago o a los cayos menores ubicados a menos de un kilómetros de aquellas islas. Keegan postula una ruta migratoria hacia el norte desde la isla de la Gran Inagua hacia las islas de Acklins y Crooked y luego hacia isla Larga. Desde isla Larga, la expansión habría ido hacia el este hacia el cayo Rum y la isla San Salvador, hacia el norte a la isla del Gato y hacia el oeste a las islas de Gran y Pequeña Exuma.  Desde isla del Gato, la expansión continuó hacia Eleuthera, desde donde se llegó por el oeste a Providencia Nueva y Andros y por el norte a las islas de Gran y Pequeño Ábaco y Gran Bahama. Los lugares de los pueblos lucayos también se conocen en Mayaguana, al este de la isla Acklins, y en el cayo Samaná, al norte de Acklins. hTambién hay aldeas en las islas Caicos del Este, del Medio y del norte y en la isla Providenciales, en el islas Caicos, al menos algunas de las cuales Keegan le atribuye a una ola de asentamiento posterior desde La Española. La densidad poblacional en las islas Bahamas más meridionales permaneció siendo baja, quizá debido al clima más árido del lugar (menos de 800 ml de lluvia cada año en la isla de Gran Inagua y en las islas Turcas y Caicos y una proporción un poco más alta en las islas Acklins, Crooked y Mayaguana).
Basándose en los nombres lucayos de las islas, Granberry y Vescelius defienden dos orígenes de los asentamientos: uno desde La Española hacia las islas Turcas y Caicos a través de las islas Mayaguana, Acklins y Crooked hacia isla Larga y las islas de Gran y Pequeña Exuma, y otro desde Cuba hacia la isla de Gran Inagua, Pequeña Inagua y la isla Ragged hacia isla Larga y las Exumas. Granberry y Vescelius también afirman que alrededor de 1200, las islas Turcas y Caicos fueron reasentadas desde La Española y luego fueron parte de la cultura clásica y área lingüística de los taínos, y ya no de los lucayos.

## Vínculos
Los lucayos fueron parte de una comunidad mayor taína en las Antillas Mayores. Los lucayos, junto con los taínos de Jamaica, gran parte de Cuba y las zonas occidentales de La Española, han sido clasificados como parte de un grupo cultural y lingüístico subtaíno, taíno occidental o taíno siboney. Keegan retrata cualquier distinción entre los lucayos y los taínos clásicos (de La Española y Cuba oriental) como ampliamente arbitraria. Los lucayos vivían en unidades políticas menores (simples cacicazgos en comparación con las estructuras políticas más elaboradas de La Española), y su idioma y cultura mostraban diferencias, pero permanecían siendo taínos, aunque solo era una parte «remota» del más amplio mundo taíno. Los lucayos estaban conectados a una red comercial con extensión por todo el Caribe. Colón observó que el comercio se llevaba a cabo entre Cuba e isla Larga a través de cayucos. Una pieza de jadeíta hallada en la isla de San Salvador parece haber originado en Guatemala, basándose en un análisis de oligoelementos.

## Pueblo
Colón pensó que los lucayos se asemejaban a los guanches de las islas Canarias (en parte porque su color de piel era intermedio entre los europeos y africanos). Describió a los lucayos como guapos, elegantes, bien proporcionados, gentiles, generosos y pacíficos, e iban normalmente casi totalmente desnudos. Pedro Mártir de Anglería dijo que las mujeres lucayas eran tan hermosas que los hombres de «otros países» se mudaban a las islas para estar cerca de ellas. Mujeres pasadas la pubertad vestían una falda pequeña de algodón y los hombres vestían un taparrabos hecho de hojas trenzadas o algodón. Algunas personas usaban bandas para la cabeza o para la cintura, plumas, huesos y joyas para la nariz o la oreja ocasionalmente. Normalmente se tatuaban y usualmente se aplicaban pintura en sus cuerpos o semblantes. Ellos también modificaban sus cráneos artificialmente. Su cabello era negro y lacio. Lo mantenían corto, excepto por algunos cabellos en la parte posterior que nunca se cortaban. Colón reportó haber visto cicatrices en los cuerpos de algunos hombres. Ellos le explicaron que eran el resultado de intentos de captura por personas de otras islas.

## Genética
En 2018, unos investigadores extrajeron exitosamente el ADN de un diente hallado en un contexto fúnebre en la cueva de Preacher de la isla Eleuthera. El diente fue datado directamente a alrededor de 776–992 d. C. El análisis genético reveló que el diente perteneció a una mujer. Cuando se lo comparó con poblaciones contemporáneas, los antiguos individuos mostraban una afinidad genética más próxima a los arahuacos de las cuencas del Amazonas y el Orinoco, con más afinidad a los palikures. El individuo fue asignado un ADNmt del haplogrupo B2.

## Costumbres
La sociedad lucaya se basada en el matrilinaje, el cual era típico de la cultura taína en general. Los españoles reportaron que una mujer residía con la familia de su esposo, sin embargo, Keegan argumenta que ello no era una residencia patrilocal propiamente dicho, sino más bien una residencia en la morada del tío del esposo (residencia avunculocal) .

## Casas
Los lucayos, como otros taínos, vivían en hogares multifamiliares. Descripciones de los hogares lucayos por los españoles corresponden con aquellos usados por los taínos en La Española y Cuba: con forma de tiendas redondas, altas, hechas con palos y paja con una apertura en la cima para permitir que el humo escape. Colón describió las casas de los lucayos como limpias y bien barridas. Las casas estaban amuebladas con redes de algodón (algún tipo de hamacas) como camas y decoración y eran utilizadas principalmente para dormir. Cada casa albergaba una familia extendida. No hay reportes sobrevivientes del tamaño de las casas lucayas, pero Keegan cita cálculos de alrededor de 20 personas por casa en las comunidades taínas precolombinas como una estimación razonable para los hogares lucayos. Si bien no se mencionó para las casas lucayas, las casas en Cuba tenían dos puertas. Las aldeas clásicas taínas en La Española y Cuba oriental típicamente tienen casas alrededor de una plaza central y a menudo estaban ubicadas a lo largo de ríos con acceso a buenas tierras agrícolas. Por otro lado, las aldeas lucayas eran lineales, a lo largo de la costa, normalmente en el lado de sotavento de una isla, pero también se hallaban en el lado de barlovento dondequiera que los estuarios proporcionaren unas costas protegidas.

## Dieta
Los lucayos cultivaban tubérculos y cazaban, pescaban y recolectaban comida salvaje. El cultivo básico de los lucayos era la yuca (Manihot esculenta). Los españoles reportaron que los taínos también cultivaban camote, cocoñame, arruruz, lerén, ñame blanco, maní, frijoles y cucurbitáceas, y los lucayos probablemente llevaron la mayoría o todos esos vegetales con ellos a las Bahamas. El maíz fue una introducción reciente a las Antillas Mayores cuando los españoles llegaron y fue un componente menor de las dietas taínas y, posiblemente, lucayas. Los lucayos pueden haber cultivado papayas, piñas, guayabas, mameyes amarillos, mamones y tamarindos.
Existían pocos animales terrestres disponibles en las Bahamas para la caza: jutías (en taíno utia), iguanas de roca, lagartos pequeños, cangrejos de tierra y pájaros. Mientras que los taínos tenían perros y patos negros, solo se reportaron perros por los primeros observadores y solo se los ha encontrado en lugares lucayos. Menos del 12% de la carne que era consumida por los lucayos provenía de animales terrestres, de lo cual tres cuartos venían de iguanas y cangrejos de tierra. Más del 80% de la carne en la dieta lucaya provenía de peces marinos, de los cuales casi todos pastaban en praderas marinas o corales. Las tortugas de mar y los mamíferos marinos (foca monje del Caribe y marsopas) proporcionaban una pequeña porción de carne en la dieta lucaya. El balance de carne dietética provenía de moluscos marinos.

## Otros productos vegetales
Los lucayos crecían algodón (Gossypium barbadense) y tabaco y utilizaban otras plantas, como el maguey, el fique y el hibisco, como fibras para redes de pesca. Uno de los marineros de Colón recibió 12 kg de algodón en comercio con un solo lucayo en Guanahani. A pesar de que Colón no vio que el tabaco se usara por los lucayos, observó que comerciaban un tipo de hoja que  consideraron tan valiosa. El achiote se usó para producir una pintura de cuerpo rojiza y la jagua (Genipa o Mamoncillo) para pintura de cuerpo negra.

## Artefactos
Los lucayos tallaban canoas, lanzas, tazones y taburetes ceremoniales a partir de madera. Las herramientas de troceo, corte y raspadura de piedras fueron importadas de Cuba o Haití. La gran mayoría de la cerámica era del tipo llamado «vajilla de Palmetto», incluyendo a la «vajilla roja de Ábaco» y la «vajilla de isla Crooked». Esta fue producida en las islas utilizando tierras arcillosas rojizas locales templadas con conchas de caracola quemadas.  La cerámica de vajilla de Palmetto usualmente se dejaba sin decorar. No hay diferencias conocidas que puede usarse para datar o secuenciar la cerámica de vajilla de Palmetto. Algunas cerámicas templadas con arena (usualmente menos del 1% de los fragmentos recogidos en la mayoría de las Bahamas, aproximadamente 10% en las islas Caicos) fueron importadas de Cuba o Haití. Los lucayos hicieron anzuelos de huesos o conchas y puntas de arpones de huesos. Los lucayos probablemente no usaban arcos y flechas. La primera mención por los españoles de un encuentro con indios que utilizaban arcos y flechas fue en la bahía de Samaná en el noreste de La Española.
Uno de los pocos artefactos de vida lucaya que ha sido hallado en una variedad de zonas en el archipiélago bahameño es el duho, un banco ritual taíno. Los duhos son asientos tallados hallados en las casas de los caciques o jefes taínos en toda la región del Caribe. Los duhos «aparecían prominentemente en el mantenimiento de sistemas políticos e ideológicos de los taínos … [y eran] … literalmente asientos de poder, prestigio y ritual». Se han encontrado duhos hechos de madera y piedra, aunque aquellos hechos de madera no tienden a durar tan bien como los asientos de piedra y son, por tanto, muy poco comunes. Existen duhos de madera intactos en las colecciones del Museo del Hombre en París y del Museo Británico en Londres (el último fue hallado en la isla de Eleuthera).

## El encuentro lucayo-español
En 1492, Cristóbal Colón navegó desde España con tres barcos, buscando una ruta directa a Asia. El 12 de octubre de 1492, Colón llegó a una isla en las Bahamas, un acontecimiento considerado como el «descubrimiento» de América. Esta primera isla visitada por Colón era llamada «Guanahani» por el lucayos y como «San Salvador» por los españoles. La identidad del primer desembarco americano por Colón es controvertido, pero muchos autores aceptan la identificación de Samuel E. Morison de lo que más tarde fue llamado isla Watling (o de Watling) como el San Salvador de Colón. La antigua isla Watling fue oficialmente rebautizada San Salvador en 1925. La identificación de Luis Marden del cayo de Samaná como «Guanahani» es el contendiente más fuerte junto con el teoría de la antigua isla Watling. Colón visitó muchas otras islas de Bahamas en la búsqueda de oro antes de navegar hacia Cuba.
Colón pasó unos cuantos días visitando otras islas en la proximidad: Santa María de la Concepción, Fernandina y Saomete. Los lucayos en San Salvador le había dicho a Colón que podría encontrar a un «rey» que tenía mucho oro en el pueblo de Samaot (también escrito Samoet, Saomete o Saometo). (Los jefes taínos y sus pueblos a menudo compartían un solo nombre. Keegan sugiere que la confusión de ortografías se debe a las formas gramaticalmente distintas del nombre para el jefe y para el pueblo o la isla, o era simplemente debido a la dificultad de Colón con el lengua lucaya.) Colón pasó tres días navegando ida y vuelta a lo largo de la costa de una isla en busca de Samaot. En algún momento, trató de llegar a Samaot al navegar hacia el este, pero el agua era muy poco profunda, y sintió que navegar alrededor de la isla era un «camino muy largo». Keegan interpreta esta descripción para incluir el grupo isleño de Acklins-Crooked, con un barco en el lado oeste que era capaz de ver la costa occidental de la isla Acklins a través de las aguas poco profundas del golfo de Acklins, donde había una aldea que se extendía aproximadamente 6 km a lo largo de la costa.
Américo Vespucio pasó casi cuatro meses en las Bahamas desde 1499 a 1500. Su bitácora de esa época es poco precisa, quizá porque estaba invadiendo los descubrimientos de Colón (que, en ese tiempo, permanecían bajo control de Colón). Puede que haya habido otros desembarcos españoles sin registrar en las Bahamas, naufragios y expediciones esclavistas . Los mapas publicados entre 1500 y 1508 parecen mostrar detalles de las Bahamas, Cuba y el subcontinente norteamericano que no fueron reportados hasta más tarde. Algunos artefactos europeos de la era han sido hallados en San Salvador, las islas Caicos, la isla Larga, la Pequeña Exuma, la isla Acklins, la isla Concepción y el cayo de Samaná. Tales hallazgos no prueban, sin embargo, que los españoles visitaron esas islas, ya que el comercio entre los lucayos puede haber distribuido esos artefactos.

## Esclavitud y genocidio[citarequerida]
Cristobal Colón secuestró a varios lucayos en San Salvador y Santa María de la Concepción. Dos huyeron, pero Colón llevó a algunos lucayos a España al final de su primer viaje. Vespucio llevó a 232 lucayos a España como esclavos en 1500. La explotación laboral española de los indígenas de La Española rápidamente redujo su población, llevando al gobernador de La Española a quejarse con la Corona española. Después de la muerte de Colón, Fernando II de Aragón ordenó, en 1509, que se importen indios de las islas vecinas para compensar las pérdidas de población de La Española, y los españoles empezaron a capturar a lucayos de las Bahamas para utilizarlos como peones en La Española. Al principio, los lucayos fueron vendidos por no más de cuatro doblones en La Española, pero cuando se dieron cuenta de que eran expertos en bucear en búsqueda de caracolas, su precio se elevó a los cien o ciento cincuenta se los envió a la isla de Cubagua como recolectores de perlas. En menos de dos años, las Bahamas meridionales quedaron despobladas en gran parte. Se calcula que los españoles pudieron llevarse hasta cuarenta mil lucayos hasta 1513. Carl O. Sauer describió la expedición de 1513 de Ponce de León, en la que «descubrió» la Florida simplemente como una «extensión de caza de esclavos más allá de las islas vacías». Cuando los españoles decidieron llevar a los restantes lucayos a La Española en 1520, solo pudieron encontrar 11 en todas las Bahamas. Luego de ello, las Bahamas quedaron deshabitadas por 130 años.